# Ecomuseum van de Viroin
Het Ecomuseum van de Viroin (Frans: Écomusée du Viroin) is een museum in de kasteelhoeve van Treignes in de provincie Namen. Het maakt deel uit van de Université libre de Bruxelles.
Het museum is gewijd aan traditionele beroepen in de regio tussen de rivieren Maas en de Samber, zoals klompenmaker, schoenenmaker, timmerman, meubelmaker, smid, wagenmaker, zadelmaker en kuiper. Er worden demonstraties getoond in bijvoorbeeld leerbewerking en het maken van kaarsen, brood, touw, klompen en traditionele soep. Er staan honderden werktuigen getoond tentoongesteld.